# جرد الإجاص
جرد الإجاص هي قرية لبنانية من قرى قضاء الضنية في محافظة الشمال.
 وهي أشبه بالغابة